# Paraná Digital Project

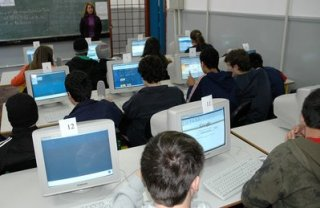
Paraná Digital.

El Paraná Digital Project (PRD) (Proyecto Paraná Digital) es un proyecto de inclusión digital para las escuelas públicas del estado brasileño de Paraná. El proyecto ha creado laboratorios de computación multiterminales en más de dos mil escuelas públicas, incluyendo escuelas agrícolas. Más de 1.5 millones de usuarios serán beneficiados cuando el proyecto termine, y habrá más de 40 mil terminales en funcionamiento.
Los laboratorios tienen computadores soportando terminales multiseat de cuatro cabezas (conjuntos de pantalla/teclado/ratón) corriendo Debian (una distribución de Linux). El costo del hardware es un 50% menor que el precio normal y no hay costo de software.
El proyecto fue ideado y está siendo desarrollado por el Centro de Computación Científica y Software Libre (Centro de Computação Científica e Software Livre) (C3SL) de la Universidad Federal de Paraná (UFPR), responsable del software del portal y de los multiterminales.
El proyecto todavía no se ha terminado, pero los beneficios de los multiterminales con software libre son promisorios.

## Paraná Digital en números
- 2100 escuelas
- 1.500.000 alumnos
- 57.000 profesores
- 22.000 TVs naranja (1 por salón de clase)
- 44,000 computadores

## Medios educativos
- Portal Dia-a-dia Educação (enlace roto disponible en Internet Archive; véase el historial, la primera versión y la última).. El portal Dia-a-dia Educação es una herramienta en línea que provee contenidos específicos para los educadores, los alumnos, la escuela y la comunidad. Tiene como finalidad atender a toda la comunidad educativa de Paraná, ofreciendo, por medio de la tecnología rápida y directa de Internet, contenidos, informaciones y servicios en ambientes exclusivos y con las informaciones dispuestas de acuerdo a objetivos públicos específicos.
- TV Paulo Freire. La TV Paulo Freire es un canal de televisión con una programación dirigida a la comunidad escolar del estado de Paraná, con el objetivo de auxiliar al proceso de formación de profesores, incrementar las fuentes de investigación y los recursos utilizados en relación con la enseñanza y el aprendizaje.
- TV Multimídia. TV Multimídia es un proyecto que instaló televisores de 29 pulgadas, con entradas para VHS, DVD, tarjeta de memoria y pendrive y salidas para sonido y proyector multimedia, en todas las 22 mil aulas de la red estatal de educación, incluso dando un dispositivo pendrive para cada profesor. Así, el profesor puede traer recursos externos, archivos del portal Dia-a-dia Educação y videos de la TV Paulo Freire entre otras cosas, para complementar el proceso de enseñanza en el aula de clases.
- Laboratorios de computación. Han sido instalados laboratorios de computación en las 2100 escuelas públicas de Paraná dirigidas a posibilitar a los profesores y alumnos de esas escuelas el uso de las herramientas de Internet, publicación, hojas de cálculo y diversos programas de software libre útiles para la educación. Además, el proyecto se ocupa del uso continuo de los laboratorios y por ello cuenta con las siguientes herramientas: Sistema de Diagnóstico Instantáneo, Estadística PED y Multiterminal.

Actualmente, el portal Dia-a-dia es una referencia para educadores de todo Brasil, por presentar buenas propuestas y realizaciones exitosas en educación y haber probado que el uso de las nuevas tecnologías de la información en las escuelas públicas es viable proporcionando excelentes resultados.

## Hardware de los laboratorios

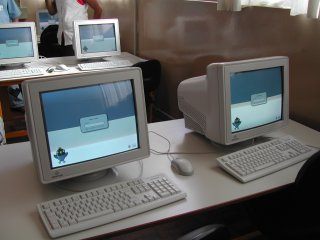
Laboratorio de computación.

- Sistema de diagnóstico instantáneo. Desde el punto de vista computacional, Paraná Digital garantiza una alta disponibilidad de los laboratorios por una continua vigilancia de la integridad del parque instalado del hardware y software. La herramienta principal para esto es el Sistema de Diagnóstico Instantáneo (SDI), un sistema de información de respuesta instantánea escalable, que permite administrar, recolectar información y generar estadísticas de cualquier computador monitoreado. También permite ejecutar procesos en cualquier computador o conjunto de computadores como un ambiente de ejecución distribuido.
- Estadística PRD Archivado el 22 de julio de 2010 en Wayback Machine.. Es un sistema único e integrado de todas las escuelas, que hace posible las estadísticas y la planificación de crecimiento del parque instalado, auxiliando a los técnicos de enseñanza en la identificación de problemas y los cuellos de botella.
- Multiterminal.  Con sólo 15 computadores, el Laboratorio Multiterminal tiene capacidad para 60 usuarios y cuesta 50% menos que un laboratorio común. Por cada computador hay conectados 4 conjuntos de monitor, teclado y ratón, haciendo posible que 4 usuarios trabajen simultáneamente. De esta forma, es posible aprovechar parte del conjunto de periféricos, equipo que de otra manera sería obsoleto. El multiterminal hace posible una economía de 30 millones de reales en la realización del PRD.
- Software libre. Todo el proyecto Paraná Digital está basado en software libre de código fuente abierto, totalmente licenciado por la GNU General Public License y puede ser descargado a través de Git desde Paraná Digital.

## Organismos asociados al proyecto
- Compañía de Energía de Paraná, que provee las redes de fibra óptica para las conexiones de los computadores a Internet.
- Compañía de Informática de Panamá, que provee los sistemas de software libre.
- Programa de las Naciones Unidas para el Desarrollo (PNUD), Responsable de la transparencia de todo el proceso de licitación.
- Secretaría de Ciencia y Tecnología y Educación Superior del Estado de Paraná.

- Secretaria de Educação do Paraná  - SEED (DITEC, SUDE)
- Unidade Gestora do Fundo Paraná  - SETI (UGF)
- Secretaria Especial para Assuntos Estratégicos  - SEAE
- Companhia de Informática do Paraná  - CELEPAR
- Companhia Paranaense de Energia  - COPEL
- Universidade Federal do Paraná  - UFPR (C3SL)
- Fundação da Universidade Federal do Paraná  - FUNPAR
- Rede Nacional de Ensino e Pesquisa  - RNP
- Banco Interamericano de Desenvolvimento  - BID
- Programa das Nações Unidas para o Desenvolvimento  - PNUD